# Zlatinița, Iambol
Zlatinița (în bulgară Златиница) este un sat în comuna Bolearovo, regiunea Iambol,  Bulgaria. 

## Demografie
Componența etnică a satului Zlatinița
     Bulgari (73,8%)
     Romi (21,42%)
     Nicio identificare (4,76%)
     Altele (0%)
La recensământul din 2011, populația satului Zlatinița era de 42 locuitori. Din punct de vedere etnic, majoritatea locuitorilor (73,8%) erau bulgari, cu o minoritate de romi (21,42%). Pentru 4,76% din locuitori nu este cunoscută apartenența etnică.